# Tour méditerranéen cycliste professionnel
Le Tour méditerranéen cycliste professionnel (T.M.C.P.) est une course de cyclisme sur route française de début de saison. Il se déroule chaque année au mois de février. Durant son existence de 1974 à 2014, il s'agit de la deuxième épreuve par étapes sur le territoire français après l'Étoile de Bessèges. De 2005 à 2014, il fait partie de l'UCI Europe Tour en catégorie 2.1.

## Historique
Il a été créé en 1974 par l'ancien cycliste, vainqueur du Tour de France 1966, Lucien Aimar, qui en assura l'organisation plus de 38 ans épaulé par Claude Escalon. À la suite de différends avec le conseil d'administration de la Ligue nationale de cyclisme, il quitte sa place et est remplacé à partir de 2013 par André Martres et Claude Primard. L'édition 2015 est annulée en raison de primes de courses non versées sur l'épreuve 2014. En mars 2015, Lucien Aimar obtient auprès du Tribunal de grande instance de Draguignan la résiliation du contrat de vente de l'épreuve à André Martres. Ce dernier n'a versé qu'une partie des 105 000 euros prévus lors de la vente. La course n'est plus organisée depuis 2014.
La course emprunte essentiellement les routes de la région Provence-Alpes-Côte d'Azur mais aussi à quelques reprises les routes italiennes. Le haut lieu du "Tour Med" est le mont Faron à Toulon, où se joue chaque année l'une des étapes.
En 2016, une course par étapes avec un organisateur et un parcours différent réapparaît aux mêmes dates sous le nom de « La Méditerranéenne ».

## Palmarès

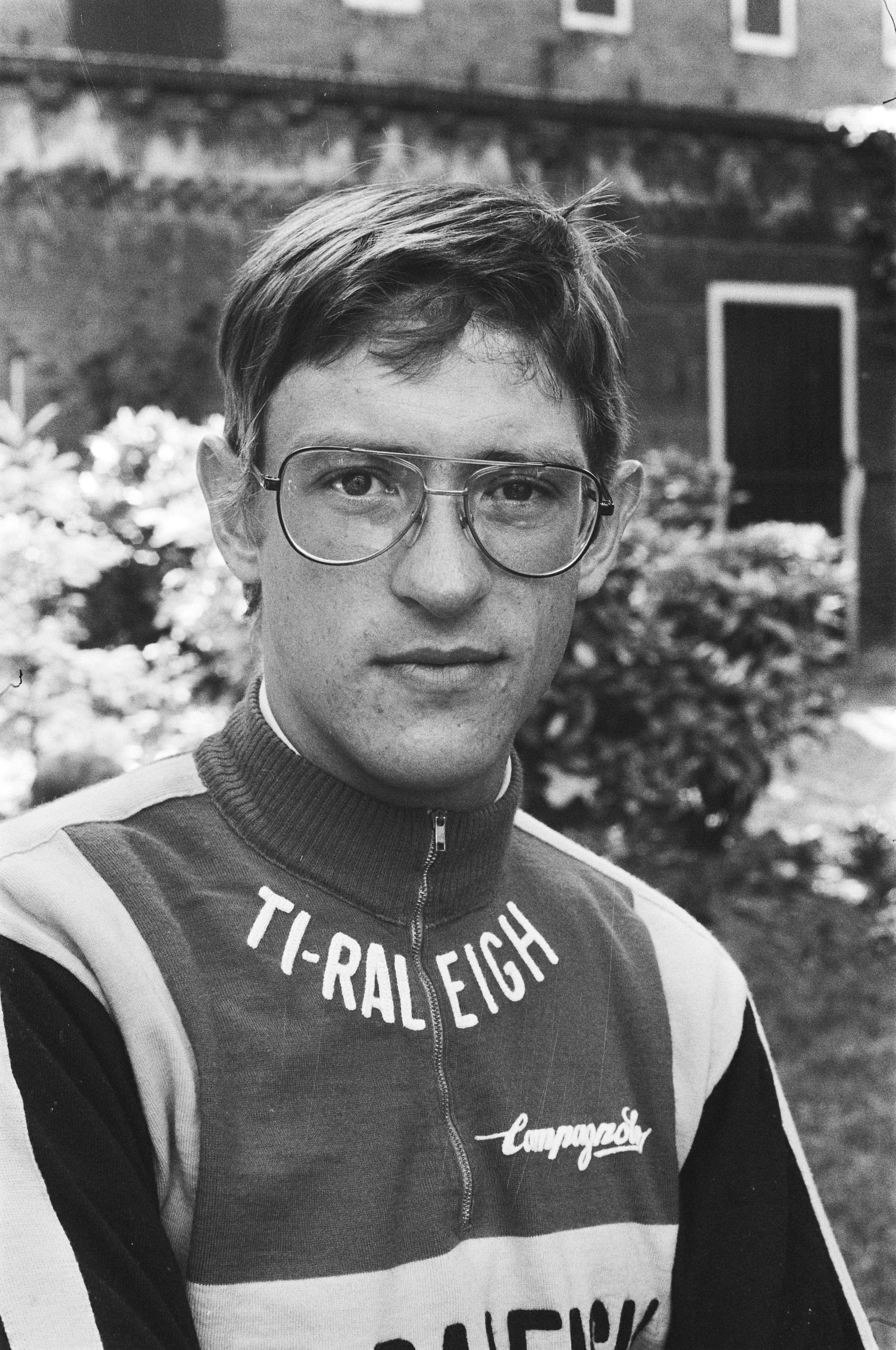
Gerrie Knetemann (ici en 1977) détient le record de victoires.

| Année | Vainqueur              | Deuxième               | Troisième              |
| ----- | ---------------------- | ---------------------- | ---------------------- |
| 1974  | Charles Rouxel         | Cyrille Guimard        | Jacky Mourioux         |
| 1975  | Joseph Bruyère         | Bernard Labourdette    | Patrick Perret         |
| 1976  | Roy Schuiten           | Roland Salm            | Michel Laurent         |
| 1977  | Eddy Merckx            | Wilfried Wesemael      | Jean Chassang          |
| 1978  | Gerrie Knetemann       | Joseph Bruyère         | Jean-Luc Vandenbroucke |
| 1979  | Michel Laurent         | Gerrie Knetemann       | Adri Schipper          |
| 1980  | Gerrie Knetemann       | Henk Lubberding        | Michel Laurent         |
| 1981  | Stefan Mutter          | Graham Jones           | Marcel Tinazzi         |
| 1982  | Michel Laurent         | Greg LeMond            | Raniero Gradi          |
| 1983  | Gerrie Knetemann       | Joop Zoetemelk         | Steven Rooks           |
| 1984  | Jean-Claude Bagot      | Stephen Roche          | Stefan Mutter          |
| 1985  | Phil Anderson          | Éric Caritoux          | Stephen Roche          |
| 1986  | Jean-François Bernard  | Joël Pelier            | Jean-Marie Grezet      |
| 1987  | Gerrit Solleveld       | Eric Van Lancker       | Francesco Moser        |
| 1988  | Jan Nevens             | Charly Mottet          | Luc Leblanc            |
| 1989  | Tony Rominger          | Luc Roosen             | Roland Le Clerc        |
| 1990  | Gérard Rué             | Tony Rominger          | Viatcheslav Ekimov     |
| 1991  | Phil Anderson          | Tony Rominger          | Julián Gorospe         |
| 1992  | Rolf Gölz              | Ronan Pensec           | Laurent Madouas        |
| 1993  | Charly Mottet          | Heinz Imboden          | Pascal Lance           |
| 1994  | Davide Cassani         | Evgueni Berzin         | Laurent Brochard       |
| 1995  | Gianni Bugno           | Roberto Petito         | Davide Rebellin        |
| 1996  | Frank Vandenbroucke    | Fabio Baldato          | Wladimir Belli         |
| 1997  | Emmanuel Magnien       | Michele Bartoli        | Francesco Frattini     |
| 1998  | Rodolfo Massi          | Bo Hamburger           | Richard Virenque       |
| 1999  | Davide Rebellin        | Michael Boogerd        | Wladimir Belli         |
| 2000  | Laurent Jalabert       | Bobby Julich           | Jonathan Vaughters     |
| 2001  | Davide Rebellin        | David Moncoutié        | Laurent Brochard       |
| 2002  | Michele Bartoli        | Paolo Tiralongo        | Michael Boogerd        |
| 2003  | Paolo Bettini          | Laurent Brochard       | Sylvain Chavanel       |
| 2004  | Jörg Jaksche           | Ivan Basso             | Jens Voigt             |
| 2005  | Jens Voigt             | Fränk Schleck          | Franco Pellizotti      |
| 2006  | Cyril Dessel           | Alexandre Botcharov    | Pietro Caucchioli      |
| 2007  | José Iván Gutiérrez    | Ricardo Serrano        | Vladimir Efimkin       |
| 2008  | Alexandre Botcharov    | David Moncoutié        | Michael Albasini       |
| 2009  | Luis León Sánchez      | Jussi Veikkanen        | Daniel Martin          |
| 2010  | Rinaldo Nocentini      | Maxim Iglinskiy        | Johnny Hoogerland      |
| 2011  | David Moncoutié        | Jean-Christophe Péraud | Wout Poels             |
| 2012  | Jonathan Tiernan-Locke | Michel Kreder          | Daniel Navarro         |
| 2013  | Thomas Lövkvist        | Jean-Christophe Péraud | Francesco Reda         |
| 2014  | Steve Cummings         | Jean-Christophe Péraud | Riccardo Zoidl         |